# Pollenia primaeva
Pollenia primaeva este o specie de muște din genul Pollenia, familia Calliphoridae, descrisă de Dear în anul 1986. Conform Catalogue of Life specia Pollenia primaeva nu are subspecii cunoscute.